# قلابچه‌ماهی دوقلابه
 قلابچه‌ماهی دوقلابه(نام علمی: Diceratiidae) نام یک تیره از راسته قلابچه‌ماهی است.